# Russ Tamblyn
Russ Tamblyn (Los Angeles, Califòrnia, 30 de desembre de 1934) és un actor i ballarí estatunidenc.

## Biografia
Fill dels actors Sally Triplet i Eddie Tamblyn, germà de Larry Tamblyn (organista del grup de rock The Standells i pare de l'actriu Amber Tamblyn, Russ Tamblyn va debutar als catorze anys com no acreditat en la pel·lícula El noi dels cabells verds (1948).
Acreditat al principi de la seva carrera com Rusty Tamblyn i Russell Tamblyn, participa en comèdies com  El pare de la núvia (1950) i la seva seqüela Father's Little Dividend (1951), després apareix en dos musicals famosos com Set núvies per a set germans (1954) i West Side Story (1961), mostrant els talents dramàtics a Peyton (1959), per la que va obtenir una nominació a l'Oscar al millor actor secundari. Més tard va participar en The Haunting (1963) i Dracula vs. Frankenstein (1971).
El 1990 és apreciat pel públic més jove pel seu paper d'un psiquiatre excèntric a Twin Peaks. El 1994 es troba en l'elenc de Cabin Boy, una pel·lícula produïda per Tim Burton.
Com estrella convidada va aparèixer a Fame, Hospital General i Joan of Arcadia.

## Filmografia
Filmografia:
- 1948: The Boy with Green Hair de Joseph Losey
- 1949: El llibre negre (Reign of Terror o The Black Book), d'Anthony Man
- 1949: Samson and Delilah de Cecil B. DeMille
- 1950:  El pare de la núvia (Father of the Bride) de Vincente Minnelli
- 1950: Deadly is the Female de Joseph H. Lewis
- 1950: El dimoni de les armes de Joseph H. Lewis
- 1951: Father's Little Dividend de Vincente Minnelli
- 1951: As Young as You Feel de Harmon Jones
- 1952: The Winning Team de Lewis Seiler
- 1953: Take the High Ground de Richard Brooks
- 1954: Set núvies per a set germans de Stanley Donen
- 1955: Hit the Deck de Roy Rowland
- 1955: Many Rivers to Cross de Roy Rowland
- 1956: The Last hunt de Richard Brooks
- 1956: The Fastest Gun Alive de Russell Rouse
- 1957: Peyton Place, de Mark Robson
- 1957: Don't Go Near the Water de Charles Walters
- 1958: Tom Thumb de George Pal
- 1958: High School Confidential de Jack Arnold
- 1960: Cimarron d'Anthony Mann
- 1961: West Side Story de Robert Wise
- 1962: El meravellós món dels germans Grimm de Henry Levin i George Pal
- 1962: La conquesta de l'Oest de John Ford i Henry Hathaway
- 1963: The Haunting de Robert Wise
- 1964: Els invasors (The Long ships) de Jack Cardiff
- 1966: The War of the Gargantuas de Ishir? Honda
- 1971: Dracula vs. Frankenstein d'Al Adamson
- 1971: The Last Movie de Dennis Hopper
- 1982: Human Highway de Dean Stockwell
- 1990: Twin Peaks de David Lynch (TV)
- 1992: Twin Peaks, Fire Walk with Me de David Lynch
- 1994: Cabin Boy d'Adam Resnick
- 1996: Babylon 5 (TV)
- 2012: Django Unchained de Quentin Tarantino

## Premis i nominacions

### Premis
- 1956: Globus d'Or a la millor nova promesa masculina amb Ray Danton[4]

### Nominacions
- 1958: Oscar al millor actor secundari per Peyton Place
- 1962: Grammy al millor àlbum de l'any per West Side Story